# Gerry Bednob
Garry Bednob es un actor y comediante de Trinidad y Tobago.

## Carrera
Un comediante nacido en la colonia británica de Trinidad, hizo apariciones en la serie de televisión The Wonder Years y la película Encino Man. Era como un comediante cuando conoció al escritor/director Judd Apatow, y fue elegido como el Sr. Burundi en el programa de televisión Undeclared. Esta relación llevó a Gerry en el papel de Mooj en la película The 40-Year-Old Virgin. Luego, tendría un seguimiento de éxito de numerosos papeles en cines y televisión como Witless Protection con Larry the Cable Guy, y Walk Hard: The Dewey Cox Story con Jenna Fischer y John C. Reilly.
Gerry actualmente aparece como Bling Bling Shelton en Free Radio en VH1. Tuvo un papel en la película de 2010 Furry Vengeance, con Brendan Fraser y Brooke Shields, interpretando al Sr. Gupta.

## Filmografía
- The Bet (2016) .... Bob
- Playing House (2014, 2 episodios) .... Mr. Nanjiani
- The Five-Year Engagement (2012) .... Chef pakistaní
- Lizzie (2012) .... Jared
- The Cynical Life of Harper Hall (2011, 3 episodios) .... Rajit
- Wilfred (2011) ....sr. Patel
- Honey 2 (2011).... Sr.Kapoor
- Furry Vengeance (2010) .... Sr.Gupta
- Why Am I Doing This? (2009) .... Ajay
- Lonely Street (2009) .... Bongo
- Shades of Ray (2008) .... Naseem Khaliq
- Zack and Miri Make a Porno (2008) .... Mr. Surya
- Free Radio (2008–2009, 4 episodios)
  - "The Temp" (2008) .... Bling Bling Shelton
  - "Sidekick for a Day" (2008) .... Bling Bling Shelton
  - "Snafu!" (2008) .... Bling Bling Shelton
  - "Lance Gets a Manager" (2008) .... Bling Bling Sheleton
- Kissing Cousins (2008) .... Sr. K
- Witless Protection (2008) .... Omar
- The Golden Door (2008) .... Cabbie
- Walk Hard: The Dewey Cox Story (2007) .... The Maharishi
- Brutal Massacre: A Comedy (2007) .... Hanu Vindepeshs
- Americanizing Shelley (2007) .... Priest
- George Lopez Show (2007, 1 episodio)
  - "George Joins the Neighborhood Wha-tcha and Joins the Vigil-ante" (2007) .... Sr. Gidwani
- The 40-Year-Old Virgin (2005) .... Mooj
- Friday After Next (2002) .... Padre de Moly
- Undeclared (2001–2002, 2 episodios)
  - "Jobs, Jobs, Jobs" (2002) .... Sr. Burundi
  - "The Assistant" (2001) .... Sr. Burundi
- Mad About You (1997, 1 episodio)
  - "Dry Run" (1997) .... Cabbie #2
- Don't Quit Your Day Job (1996) (VG) .... Gupta Chandi
- Monkey Trouble (1994) .... Sr. Rao aka Pet
- Seinfeld (1993, 1 episodio)
  - "The Visa" (1993) .... Amigo de Babu
- Encino Man (1992) .... Kashmir
- The Wonder Years (1992, 1 episodio)
  - The Wedding (1992) .... Maharishi